# Harold Foster
Pour les articles homonymes, voir Foster.
Harold Rudolf Foster, dit Hal Foster (né le 16 août 1892 à Halifax au Canada et mort le 25 juillet 1982 à Winter Park en Floride), est un auteur de bande dessinée canadiano-américain, créateur de Prince Vaillant (anglais : Prince Valiant).

## Biographie
Né dans la province canadienne de Nouvelle-Écosse, Harold Foster déménage à 14 ans avec sa famille pour le Manitoba. Durant les premières années de sa vie de jeune homme, à la suite du décès de son père, il travaille comme boxeur, guide touristique, chercheur d'or ou encore trappeur, tout en livrant des dessins à la Compagnie de la Baie d'Hudson et en illustrant des catalogues de mode masculine. En 1921, il déménage à Chicago, pour étudier à l'Académie des beaux-arts. Il travaille comme illustrateur, notamment pour la publicité, avant de se voir proposer en 1928 l'adaptation des romans Tarzan d'Edgar Rice Burroughs. Foster dessine les comic strips de la série publiés de janvier à mars 1929, puis les sunday pages de 1931 à 1937. Le réalisme et la précision de ses dessins, ainsi que le soin apporté à ses compositions, marquent la bande dessinée.
Ne pas travailler sur une histoire qui lui soit propre lasse vite Foster, qui cherche à placer une histoire de chevalier à partir de 1934. William Randolph Hearst, magnat de la presse possédant le King Features Syndicate, accepte le projet. La publication de Prince Vaillant débute le 13 février 1937, et accapare alors entièrement Foster, hormis la bande complémentaire The Medieval Castle réalisée en 1944-1945. Foster dessine Prince Vaillant seul jusqu'en 1971, puis, fatigué, demande à John Cullen Murphy de travailler avec lui, ce qu'il fait jusqu'en 1979, date de sa retraite, à 87 ans. Malgré sa forme très classique, les récitatifs étant préférés aux phylactères, Prince Vaillant connaît un immense succès, et Foster influence de nombreux auteurs américains comme européens, tels Alex Raymond, Clarence Gray, Carl Barks, Eduardo Teixeira Coelho, René Bastard ou Paul Gillon.

## Récompenses
Foster est récompensé plusieurs fois par la National Cartoonists Society : Prix Reuben en 1958, prix du meilleur comic strip à suivre en 1965, prix spécial en 1967 et 1968, Té d'argent en 1976, Clé d'Or (inscription dans le tableau d'honneur, premier à la recevoir) en 1978 et prix Elzie Segar en 1979. Il intègre à titre posthume le temple de la renommée Will Eisner en 1996, et celui des prix Joe Shuster (prix de la bande dessinée canadienne) en 2005. Il a également reçu en 1969 le Prix Adamson du meilleur auteur international remis par l'académie suédoise de bande dessinée.

## Œuvres publiées (en français)
- Tarzan (dessin), avec Edgar Rice Burroughs (scénario), L'Événement, 1930.
- Tarzan (dessin), avec Edgar Rice Burroughs (scénario), Hachette :

1. Tarzan, 1936.
2. Tarzan et Gloria, 1937.
3. Tarzan et le Lion, 1938.
4. Tarzan et les Éléphants, 1938.

- Prince Vaillant, SERG :

1. Prince Vaillant 1, 1970.
2. Prince Vaillant 2, 1975.
3. Prince Vaillant 3, 1977.

- Prince Vaillant, Hachette :

1. Prince Vaillant, 1957.
2. Le Complot diabolique, 1974.
3. L’Épée enchantée, 1974.
4. Le Roi de Thulé, 1974.

- Prince Vaillant, Slatkine :

1. Tome 1 (de février 1937 à mai 1939), 1980.
2. Tome 2 (de mai 1939 à août 1941), 1980.
3. Tome 3 (d'août 1941 à décembre 1943), 1980.
4. Tome 4 (de décembre 1943 à novembre 1945), 1981.
5. Tome 5 (de décembre 1945 à août 1947), 1981.
6. Tome 6 (d'août 1947 à juillet 1949), 1982.
7. Tome 7 (de juillet 1949 à juin 1951), 1983.

- Prince Vaillant, Futuropolis, coll. « Copyright » :

1. Tome 1 (1937-1939), 1986.
2. Tome 2 (1939-1942), 1986.
3. Tome 3 (1942-1944), 1987.
4. Tome 4 (1944-1946), 1988.
5. Tome 5 (1946-1948), 1989.

- Prince Vaillant, Zenda :

1. La Révolte des Saxons (1951-1953), 1987.
2. Le Paladin de la croix (1953-1955), 1988.
3. La Légende de sire Quintus (1955-1957), 1989.
4. À la recherche de Gauvin (1957-1959), 1989.
5. La Quête du Graal (1959-1961), 1990.
6. Le Mur d'Hadrien (1949-1951), 1990.
7. La Statuette indienne (1947-1949), 1990.
8. Aleta (1961-1963), 1991.
9. La Cité maudite (1945-1947), 1991.
10. Prince de Thulé (1943-1945), 1992.
11. Les Épreuves d'Arn (1963-1965), 1992.
12. La Cour du roi Arthur (1941-1943), 1993.
13. Le Grand Khan (1939-1941), 1994.
14. Les Princes-chevaliers (1937-1939), 1995.
15. Le Royaume de Camelot (1965-1967), 1996.
16. Les Îles brumeuses (1967-1969), 1996.
17. La Chanson de geste (1969-1971), 1997.

- Tarzan (dessin), avec Edgar Rice Burroughs (scénario), Soleil Productions, 3 albums, 1994-1995.